# Mercury Research
Mercury Research este cea mai mare companie independentă de cercetare de piață din România.
Prezentă pe piața din România din anul 1994, compania oferă servicii de cercetare cantitativă și calitativă despre consumatori și despre companii adaptate domeniilor precum: bunuri de larg consum, financiar-bancar, IT&C, media, sănătate, industria auto sau social.
Număr de angajați în 2010: 52
Cifra de afaceri în 2009: 1,3 milioane euro